# Teodorico IX, Conde de Mark
Teodorico IX, Conde de Mark (em alemão:  Dietrich IX, Graf von der Mark; 1374–1398) foi um nobre alemão, Conde de Mark, de 1393 até à sua morte.

## Biografia
Teodorico era o segundo filho varão de Adolfo III, Conde de Mark, e de Margarida de Jülich; entre os seus irmãos encontravam-se Adolfo (Adolf) , Gerardo (Gerhard)  e Margarida (Margarete) .
O seu pai adquirira o Condado de Cleves em 1368 e reservara o título para o filho mais velho, Adolfo que lhe viria a suceder na sua morte. Teodorico, na qualidade de segundo varão, veio a receber o Condado de Mark em 1393, ainda o seu pai estava vivo.
Quando Teodorico morreu numa batalha, em 1398, foi sucedido pelo irmão mais velho, Adolfo, que se tornara Conde de Cleves em 1394. Assim, os Condados de Mark e de Cleves foram reunidos de novo.

## Ascendência
| Teodorico IX, Conde de Mark Casa de MarkNascimento: 1377 Morte: 1398 |                         |                         |
| Precedido por: Adolfo III                                            | Conde de Mark 1393–1398 | Sucedido por: Adolfo IV |